# Congochila
Congochila is een geslacht van wantsen uit de familie van de Tingidae (Netwantsen). Het geslacht werd voor het eerst wetenschappelijk beschreven door Carl John Drake in 1954.

## Soorten
Het genus bevat de volgende soorten:

- Congochila congoana Drake, 1954
- Congochila duviardi Duarte Rodrigues, 1982